# Fistulinella staudtii
Fistulinella staudtii är en svampart som beskrevs av Henn. 1901. Fistulinella staudtii ingår i släktet Fistulinella och familjen Boletaceae.   Inga underarter finns listade i Catalogue of Life.